# Neporažená armáda
Neporažená armáda je český propagandistický film režiséra Jana Bora z roku 1938 o životě frekventantů vojenské akademie, jehož účelem byla adorace československé armády, vojenského života a mobilizace veřejnosti v době nastávajícího ohrožení republiky expanzivní politikou nacistického Německa.
Snímek se vyznačuje nepřehlednou epizodickou strukturou, stereotypními postavami, které mají reprezentovat jednotlivé národnosti a sociální vrstvy obyvatelstva, střídáním hraných záběrů s dokumentárními a přehnaným apelem na vlastenectví. Závěrečná scéna (projev velitele akademie) byla k filmu přidělána dodatečně, až po mnichovských událostech, a je pro změnu patetickým apelem na vojenskou a občanskou kázeň.

## Hrají
Ladislav Boháč, Jan Pivec, Marie Blažková, František Dibarbora, Oľga Borodáčová, Andrej Bagar, Mária Bancíková, Ríša Novák, Václav Vydra st., Eva Gerová, Milada Gampeová, Božena Šustrová, Zdeněk Štěpánek, Karel Postranecký, Bedřich Vrbský, Vladimír Štros, Josef Gruss, Václav Vydra ml., Jaroslav Vojta, Míla Mellanová, Jaroslav Průcha, Vítězslav Boček, František Kreuzmann st., Gustav Hilmar, Josef Rozsíval, Karel Beníško, Karel Dostal, Josef Sládek, Jan W. Speerger, Marie Podvalová, Vladimír Řepa, František Hlavatý

## Tvůrci
- Námět: A. J. Urban, Vilém Brož, V. A. Lukáš
- Režie: Jan Bor
- Scénář: A. J. Urban, V. A. Lukáš
- Hudba: Roman Blahník, Karel Hašler
- Kamera: Jan Roth
- Střih: Antonín Zelenka
- Vedoucí produkce: Jan Sinnreich
- Zvuk: Josef Zora